# Dasan Robinson
Dasan Robinson (nacido el 6 de junio de 1984 en Evanston, Illinois) es un futbolista estadounidense que actualmente juega para el Chicago Fire de la Major League Soccer.

## Trayectoria
| Período   | Club                 |
| --------- | -------------------- |
| 2002-2005 | University of Dayton |

| Período | Club         | Partidos (goles) |
| ------- | ------------ | ---------------- |
| 2006-   | Chicago Fire | 6 (0)            |

- Datos: Q8353957